# Danny Ward (calciatore 1990)
Danny Ward (Bradford, 9 dicembre 1990) è un calciatore inglese, attaccante dell'Huddersfield Town.

## Carriera
Ha giocato con vari club nella seconda divisione inglese.